# Saint-Christophe (Eure-et-Loir)
Saint-Christophe – miejscowość i gmina we Francji, w Regionie Centralnym, w departamencie Eure-et-Loir.
Według danych na rok 1990 gminę zamieszkiwało 138 osób, a gęstość zaludnienia wynosiła 23 osoby/km² (wśród 1842 gmin Regionu Centralnego Saint-Christophe plasuje się na 999. miejscu pod względem liczby ludności, natomiast pod względem powierzchni na miejscu 1326.).